# Cleidion neoebudicum
Cleidion neoebudicum är en törelväxtart som beskrevs av Airy Shaw. Cleidion neoebudicum ingår i släktet Cleidion och familjen törelväxter.
Artens utbredningsområde är Vanuatu. Inga underarter finns listade i Catalogue of Life.